# Antiform
 (avril 2019).
L'antiform, anti form, anti-form (ou Antiforme, en Français), est un terme d'origine américaine du milieu de l'art contemporain et concerne la sculpture contemporaine. Il apparaît à la fin des années 1960. Il s'oppose à la rigidité du minimalisme pour aller vers la sculpture souple et périssable. Son but est simple, il veut valoriser la matière.

## Apparition et usage du terme
Le terme s'applique à certains types d'œuvres qui réagissent contre les formes traditionnelles, les matériaux et les méthodes de création artistique traditionnelles tels que Arte Povera, Land art, certains types d'art conceptuel, et les premières sculptures provisoires, non-fixes et élastiques de Richard Serra, par exemple. Robert Morris écrit un article intitulé « Anti Form » dans le numéro d'avril 1968 d'Artforum, où il définit le sens qu'il donne à ce terme. C'est également au cœur du travail de certains artistes cinétiques tels que Lygia Clark et Mira Schendel. 
Venant en réaction au minimalisme, l'antiform s'écarte des conceptions de ce mouvement pour proposer une sculpture molle, qui met l'accent sur les matériaux souples, qu'il laisse pendre. Robert Morris, avec ces Felt Pieces, utilise le feutre pour manifester sa volonté de laisser faire le matériau, mettant de côté toute intervention de la main de l'artiste. Ainsi, la forme n'est plus soumise à la volonté de l'artiste, mais se plie d'elle-même, afin de révéler les  caractéristiques propres au matériau. L'antiform n'est pas synonyme d'absence de forme, mais une forme qui n'est plus imposée par l'artiste. 
L'antiform fait partie des Process arts qui mettent l'accent sur la partie processuelle de l'œuvre, se focalisant sur le geste (volontairement en retrait) de l'artiste.
Dans Le mou et ses formes, Maurice Fréchuret oppose l'art constructiviste et l'art « mou » aux formes incertaines. De plus, il avance que le hasard participe désormais à l'œuvre, et qu'il devient en quelque sorte sa matière première. Il distingue trois gestes de l'antiform : entasser, laisser pendre, nouer. Eva Hesse, avec l'utilisation des matériaux caractérisés par leur mollesse, comme la résine, le latex, , etc., révèle des formes organiques, permises par le hasard du laisser pendre.

## Artistes
- Robert Morris
- Eva Hesse
- Barry Flanagan
- Sarkis
- Lynda Benglis